# Swiss Market Index
Pour les articles homonymes, voir SMI et Swiss.

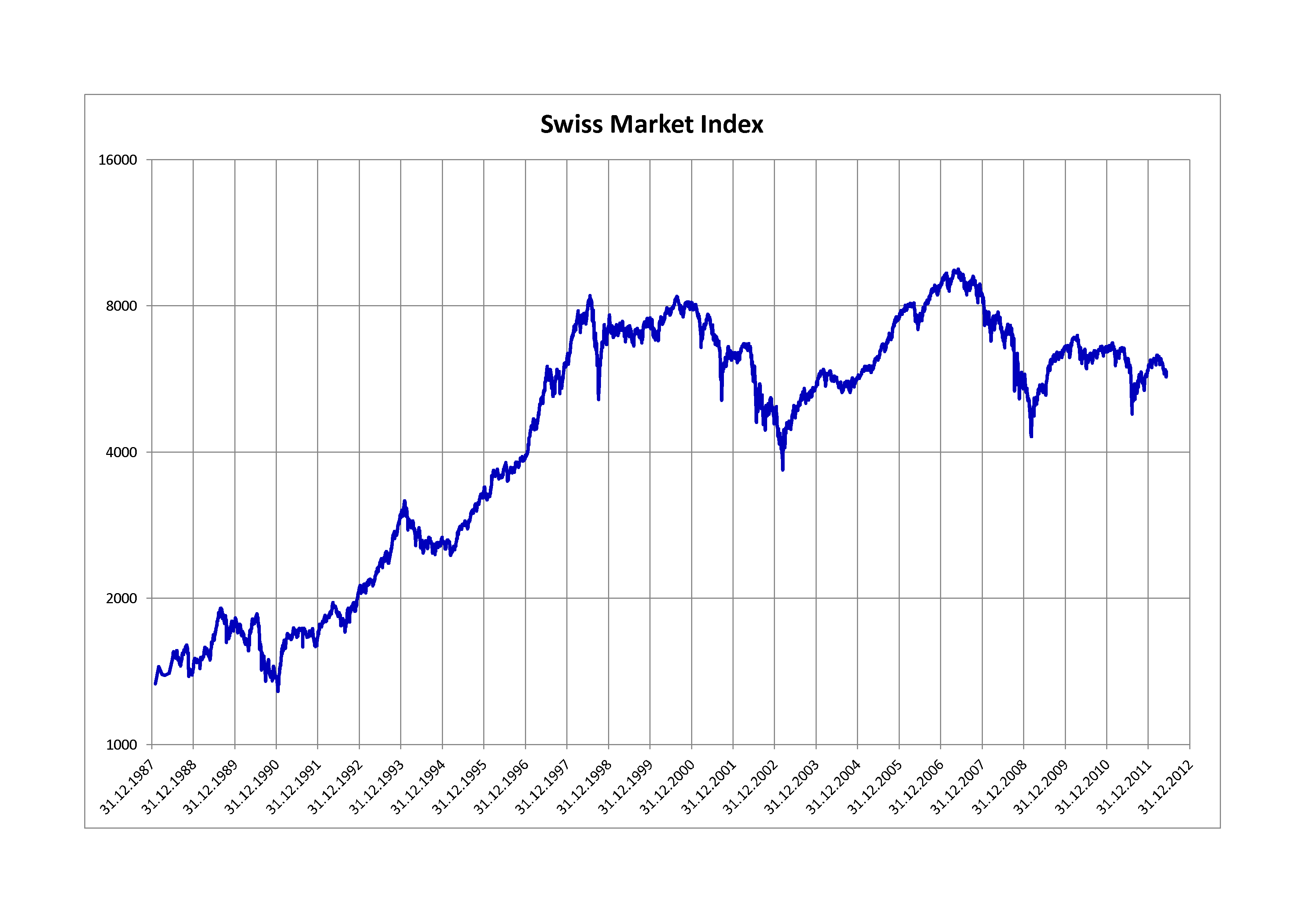
Evolution du SMI de janvier 1988 à juin 2012.

Le Swiss Market Index (SMI), que l'on peut traduire par « Indice du marché suisse », est un indice boursier du marché actions regroupant les 20 principales valeurs (blue chips) du marché suisse cotées à la SIX Swiss Exchange.

## Histoire
Le SMI a été créé en 1988. La première valeur de l'indice, composé de 24 titres, a été calculée pour la première fois le 30 juin 1988. Sa valeur de départ a été fixée à 1550 points. Le nombre de titres constituant l'indice est passé de 24 à 20 en 2007. Depuis sa création, la valeur de l'indice a été multipliée par six.

## Constitution de l'indice
L'indice est calculé par la pondération simple de la capitalisation flottante (capitalisation totale - action inscrites) de ces valeurs divisée par le diviseur.
Il couvre près de 85 % de la capitalisation boursière suisse. Les trois plus grosses capitalisations du marché, Nestlé (alimentaire), Novartis (médical) et Roche (médical) pèsent, à elles seules, plus de 77 % de l'indice en 2017. Ces positions dominantes posent problème dans le sens où l'indice ne reflète plus tellement l'ensemble des plus grandes capitalisations suisses, mais est très influencé par les trois plus grandes sociétés ci-avant. C'est pourquoi SIX Swiss Exchange modifie son règlement concernant l'indice SMI. Dès le 18 septembre 2017, le système de pondération est modifié de sorte qu'aucune entreprise ne puisse peser plus de 18 % dans l'indice.
Le nombre de composants de l'indice (20) reste toutefois inférieur au minimum communément admis de 30 observations nécessaires afin d'obtenir une signification statistique.
À la suite de deux rachats d'entreprises du SMI, l'indice subit deux modifications exceptionnelles durant le mois de mai 2017. Le 3 mai, Actelion, rachetée par Johnson & Johnson est exclue du SMI et est remplacée par Lonza. De même, le 15 mai 2017 Syngenta, rachetée par ChemChina, est exclue du SMI et est remplacée par Sika.

### Valeurs du SMI
Au 13 juin 2023, l'indice est composé des sociétés suivantes avec leur poids dans l'indice et le secteur auquel elles appartiennent.
| Rang | Société                | Branche                   | Logo      | Poids en % |
| ---- | ---------------------- | ------------------------- | --------- | ---------- |
| 1    | Nestlé                 | Industrie agroalimentaire |           | 23.34      |
| 2    | Novartis               | Pharmacie                 |           | 15.60      |
| 3    | Hoffmann-La Roche      | Pharmacie                 |           | 14.80      |
| 4    | Richemont              | Luxe                      |           | 5.78       |
| 5    | ABB                    | Industrie                 |           | 5.01       |
| 6    | Zurich Insurance Group | Assurance                 |           | 4.84       |
| 7    | UBS                    | Banque                    |           | 4.46       |
| 8    | Lonza                  | Chimie                    |           | 3.09       |
| 9    | Sika                   | Chimie                    | rahmenlos | 2.90       |
| 10   | Holcim                 | Industrie                 |           | 2.81       |
| 11   | Alcon                  | Pharmacie                 |           | 2.73       |
| 12   | Kuehne + Nagel         | Logistique                |           | 2.43       |
| 13   | Swisscom               | Télécommunications        |           | 2.21       |
| 14   | Givaudan               | Chimie                    |           | 2.10       |
| 15   | Swiss Re               | Assurance                 |           | 1.95       |
| 16   | Partners Group         | Gestion d'actifs          |           | 1.69       |
| 17   | Swiss Life Holding     | Assurance                 |           | 1.26       |
| 18   | Geberit                | Industrie                 |           | 1.22       |
| 19   | Sonova                 | Technologie médicale      |           | 1.14       |
| 20   | Logitech               | Informatique              |           | 0.62       |

## Corrélation avec les autres bourses
Les performances annuelles du Swiss Market Index se sont rapprochées de celles du Dow Jones, du DAX, du CAC 40 et du Footsie, les grands marchés boursiers étant de plus en plus dépendants les uns des autres depuis une quinzaine d'années.